# Karl Klein (Jurist)
Karl Klein (geboren 27. August 1904; gestorben 1976) war ein deutscher Richter und Ministerialrat im besetzten Polen.

## Leben
Über Karl Klein ist nur wenig bekannt. Er besuchte zusammen mit Josef Bühler das Studienseminar in Neuburg an der Donau und studierte danach  Rechtswissenschaften. Klein wurde Amtsgerichtsrat in Stuttgart. Nach der deutschen Eroberung Polens 1939 wurde Bühler Staatssekretär in der Regierung des Generalgouvernements und holte Klein im Rang eines Ministerialrats als seinen Kanzleileiter nach Krakau. Dort arbeitete Klein „in der unmittelbaren Umgebung und zuweilen auf direkte Weisung“ von Hans Frank und als persönlicher Referent von Josef Bühler. Bei Kriegsende war Klein Kriegsgerichtsrat in der 156. Infanteriedivision.
Klein kam in Kriegsgefangenschaft und wurde 1947 wie auch Bühler auf der Basis der Moskauer Deklaration nach Polen ausgeliefert, wo Bühler als Täter des Holocaust nach einem Prozess hingerichtet wurde, während das Ermittlungsverfahren gegen Klein 1948 eingestellt wurde und er nach Westdeutschland zurückkehren konnte. Trotz seiner herausgehobenen Stellung im Generalgouvernement entging Klein „nicht nur der Hinrichtung, sondern jeglicher Bestrafung – dank einer Heimkehreramnestie später auch in der Bundesrepublik“. Vom Stuttgarter Oberbürgermeister Arnulf Klett wurde ihm eine Beschäftigung in der Stuttgarter Kommunalverwaltung angeboten. Klein wurde 1953 Richter am Oberverwaltungsgericht Stuttgart und 1955 Richter am Bundesverwaltungsgericht in Berlin. Klein wurde 1965 im Braunbuch der DDR aufgelistet. Klein ging 1972 in den Ruhestand.

## Nachweise
- Hans Grimm: Dr. Josef Bühler. Impulsgeber bei der Wannsee-Konferenz. In: Wolfgang Proske (Hrsg.): Täter Helfer Trittbrettfahrer. NS-Belastete aus Baden-Württemberg, Band 4: NS-Belastete aus Oberschwaben. Gerstetten : Kugelberg, 2015 ISBN 978-3-945893-00-5, S. 82
- Marc von Miquel: Ahnden oder amnestieren? : westdeutsche Justiz und Vergangenheitspolitik in den sechziger Jahren. Göttingen 2004 (1968), ISBN 3-89244-748-9, S. 391
- Bogdan Musiał: Deutsche Zivilverwaltung und Judenverfolgung im Generalgouvernement. Wiesbaden : Harrassowitz, 1999 ISBN 3-447-04208-7, S. 362
- Markus Roth: Herrenmenschen. Die deutschen Kreishauptleute im besetzten Polen. Karrierewege, Herrschaftspraxis und Nachgeschichte. Göttingen : Wallstein, 2009 ISBN 978-3-8353-0477-2, S. 392